# Begonia egamii
Begonia egamii — вид квіткових рослин з родини бегонієвих (Begoniaceae). Описана з Аруначал-Прадеш, Індія.
Новий вид Begonia egamii описано на основі колекцій, зібраних в окрузі Лепарада, Аруначал-Прадеш, Індія. Зовні він схожий на B. tamdaoensis тим, що має шипоподібні волоски на листках оцвітини та зав’язі, а також зигоморфний андроцей, але відрізняється тим, що має листя жорстковолосисте вгорі (проти гладких), дві приймочки (проти трьох) і пиляки з верхівкою, загнутою у верхній частині (проти з подовженим сполучником).